# Campionati mondiali di judo 2001
I Campionati mondiali di judo 2001 si sono svolti a Monaco di Baviera (Germania).

## Risultati

### Uomini
| Evento        | Oro                   | Argento         | Bronzo                                 |
| fino a 60 kg  | Anis Lounifi          | Cedric Taymans  | John Buchanan Kazuhiko Tokuno          |
| fino a 66 kg  | Arash Miresmaili      | Musa Nastuyev   | Yordanis Arencibia Kim Hyung-Ju        |
| fino a 73 kg  | Vitaliy Makarov       | Yusuke Kanamaru | Askhat Shakharov Krzysztof Wiłkomirski |
| fino a 81 kg  | Cho In-Chul           | Aleksei Budõlin | Sergei Aschwanden Elkhan Rajabli       |
| fino a 90 kg  | Frédéric Demontfaucon | Zurab Zviadauri | Rasul Salimov Yoon Dong-Sik            |
| fino a 100 kg | Kōsei Inoue           | Antal Kovács    | Jang Sung-Ho Askhat Zhitkeyev          |
| oltre 100 kg  | Aleksandr Mikhailine  | Selim Tataroğlu | Mahmoud Miran Shinichi Shinohara       |
| Open          | Aleksandr Mikhailine  | Ariel Zeevi     | Frank Möller Dennis van der Geest      |

### Donne
| Evento       | Oro                 | Argento             | Bronzo                            |
| fino a 48 kg | Ryōko Tamura        | Ri Kyong-Ok         | Danieska Carrión Giuseppina Macrì |
| fino a 52 kg | Kye Sun-Hui         | Raffaella Imbriani  | Liu Yuxiang Legna Verdecia        |
| fino a 57 kg | Yurisleidis Lupetey | Deborah Gravenstijn | Isabel Fernández Kie Kusakabe     |
| fino a 63 kg | Gella Vandecaveye   | Sara Álvarez        | Anaysi Hernández Ayumi Tanimoto   |
| fino a 70 kg | Masae Ueno          | Kate Howey          | Regla Leyén Ulla Werbrouck        |
| fino a 78 kg | Noriko Anno         | Yurisel Laborde     | Céline Lebrun Lee So-Yeon         |
| oltre 78 kg  | Yuan Hua            | Midori Shintani     | Daima Beltrán Sandra Köppen       |
| Open         | Céline Lebrun       | Karina Bryant       | Catarina Rodrigues Tong Wen       |

### Medagliere
| Posizione | Paese          | Oro | Argento | Bronzo | Totale |
| --------- | -------------- | --- | ------- | ------ | ------ |
| 1         | Giappone       | 4   | 2       | 4      | 10     |
| 2         | Russia         | 3   | 0       | 0      | 3      |
| 3         | Francia        | 2   | 0       | 1      | 3      |
| 4         | Cuba           | 1   | 1       | 6      | 8      |
| 5         | Belgio         | 1   | 1       | 1      | 3      |
| 6         | Corea del Nord | 1   | 1       | 0      | 2      |
| 7         | Corea del Sud  | 1   | 0       | 4      | 5      |
| 8         | Cina           | 1   | 1       | 0      | 2      |
| 9         | Iran           | 1   | 0       | 1      | 2      |
| 10        | Tunisia        | 1   | 0       | 0      | 1      |
| 11        | Regno Unito    | 0   | 2       | 1      | 3      |
| 12        | Germania       | 0   | 1       | 2      | 3      |
| 13        | Spagna         | 0   | 1       | 1      | 2      |
| 13        | Paesi Bassi    | 0   | 1       | 1      | 2      |
| 15        | Estonia        | 0   | 1       | 0      | 1      |
| 15        | Georgia        | 0   | 1       | 0      | 1      |
| 15        | Ungheria       | 0   | 1       | 0      | 1      |
| 15        | Israele        | 0   | 1       | 0      | 1      |
| 15        | Turchia        | 0   | 1       | 0      | 1      |
| 15        | Ucraina        | 0   | 1       | 0      | 1      |
| 21        | Azerbaigian    | 0   | 0       | 2      | 2      |
| 21        | Kazakistan     | 0   | 0       | 2      | 2      |
| 23        | Italia         | 0   | 0       | 1      | 1      |
| 23        | Portogallo     | 0   | 0       | 1      | 1      |
| 23        | Polonia        | 0   | 0       | 1      | 1      |
| 23        | Svizzera       | 0   | 0       | 1      | 1      |
| Totale    | Totale         | 16  | 16      | 32     | 64     |